# Теофилакт Никомидијски
Свети Теофилакт је био епископ никомидијски.
Када је први царски саветник Тарасије као световњак изабран за патријарха цариградског, тада уз њега и од њега примише монашки чин више његових пријатеља и поштовалаца из световног сталежа. Међу овима био је и овај Теофилакт. Тарасије га посла за епископа у Никомидију. Као епископ Теофилакт је био веома милосрдан према беднима. По смрти светог Тарасија на патријаршијски престо у Цариграду дође Никифор, а мало потом цар је постао Лав Јерменин, који је био иконоборац, и као такав подиже читаву буру у Цркви Христовој. Иако је иконоборна јерес била проклета на Седмом васељенском сабору, овај цар, ипак, васпостави је и хтеде њоме заменити православље. Свети Теофилакт се опре цару, па кад цар не попусти, рече му Теофилакт: „Доћи ће, царе, на те љута погуба изненада, и нећеш наћи ко ће те од ње избавити!“ Због ових речи Свети Теофилакт би наредбом царевом уклоњен са свога положаја и послат на заточење где проведе тридесет година подневши многе тескобе и увреде, и где најзад премину око 845. године.
Српска православна црква слави га 8. марта по црквеном, а 21. марта по грегоријанском календару.